# 八戶站
八戶站（日语：／ Hachinohe eki */?）是東日本旅客鐵道（JR東日本）、日本貨物鐵道（JR貨物）與青森鐵道的鐵路車站，位於日本青森縣八戶市。本站是全日本最東端的新幹線車站。

## 車站構造
本站的在來線站區及新幹線站區均為高架車站，月台則位於高架，屬共構與共站，其中新幹線閘口靠近西口；在來線閘口靠近東口。而位於非收費區，連接東口和西口間的自由連絡通道，則被稱為「海貓道」（うみねこロード）。

### JR東日本
新幹線站區由JR東日本管理，2010年12月4日曾一併管理在來線站區部份。最初為迎接東北新幹線通車至八戶，JR東日本特意把站舍改建為高架車站，並把在來線大堂和新幹線大堂合建在一起，新幹線乘客到達大堂層後，通過特別設立的專用換乘剪票處，便可直接進入在來線區域並前往各月台，這措施特別是為了方便轉乘前往北海道的特急「白鳥號列車」而設，2010年隨東北新幹線伸延至新青森站，餘下的在來線東北本線路段也要轉移至青森鐵路營運，特殊專用換乘剪票處也失去了其功用，逐於當日廢除並封閉相關路段。現時亦已被圍板所封閉。
月台位於高架，設有島式月台2個，共提供2面4線的配置。由於東北地區冬季多下雪，因此月台是有屋頂的設計。
過往作為總站時，4個月台會輪流發車，但當伸延至新青森後，使用11及14號月台的機會大為減少，只有每天清晨各1班列車停靠，其餘時間則只用作備用月台，其餘時間都是使用採用中間的12、13號月台。這2個月台因此也特別加設了半身高的密封式圍欄及自動閘門，而11、14號月台則未有加裝。
加設圍欄的用意，本來是為了減少乘客誤墮路軌的機會，而且每天各方向也有2班次會直接通過本站不停靠。不過，礙於過往的設計，月台長度比現時行經的列車編成為長，當列車靠站時，未有對應車廂的閘門也會打開（如12號月台的後方、13號月台的前方），或會同樣造成安全隱患。

#### 月台配置
| 月台   | 路線               | 方向 | 目的地                 |
| ------ | ------------------ | ---- | ---------------------- |
| 11、12 | 東北、北海道新幹線 | 上行 | 盛岡、仙台、東京方向   |
| 13、14 | 東北、北海道新幹線 | 下行 | 新青森、新函館北斗方向 |

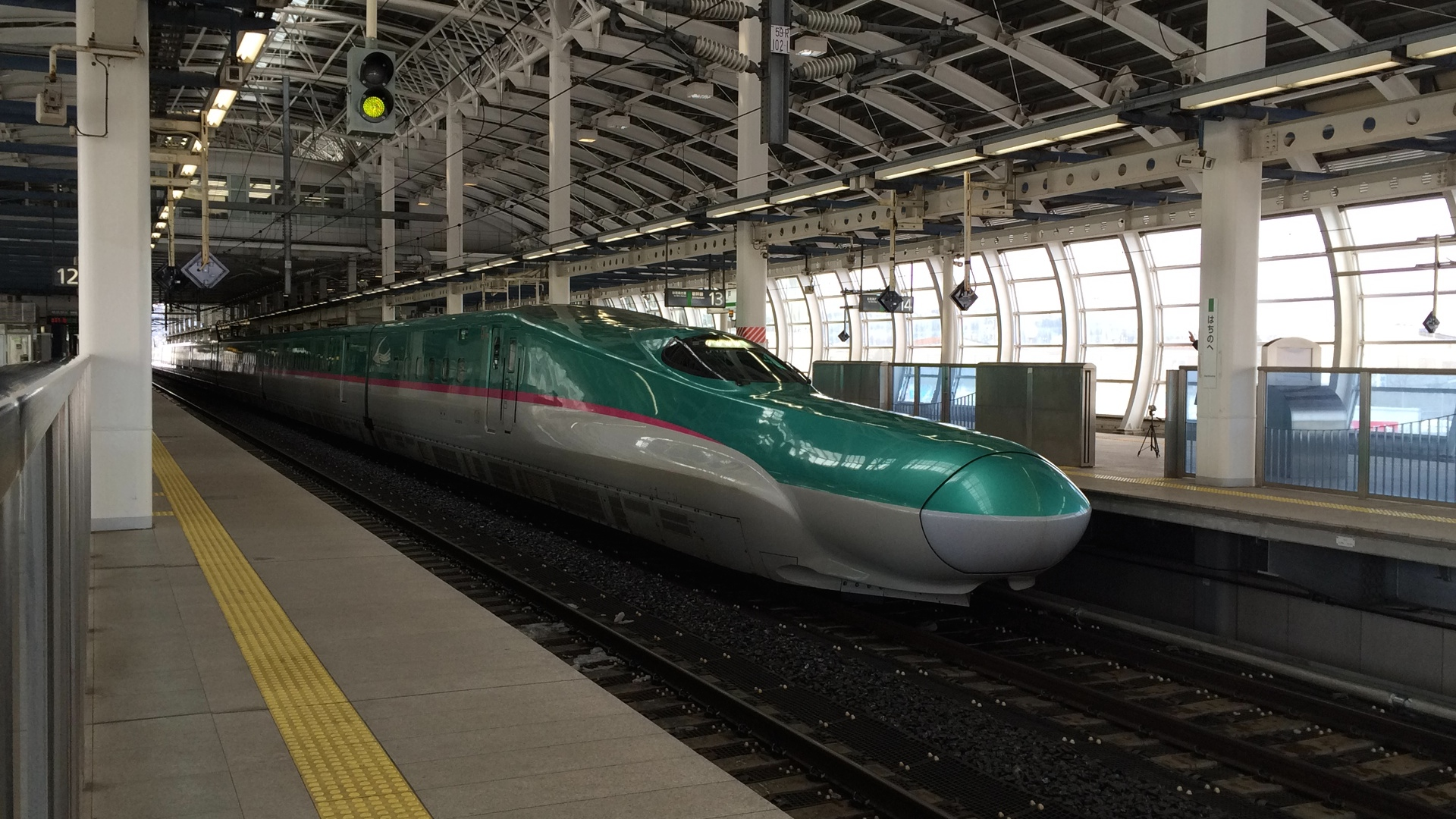
下行往新青森的「隼」號列車，可以看到車頭前面未對應車廂的閘門同樣會打開。

### 青森鐵道（JR八戶線）
在來線站區，包括JR八戶線月台部分，均由青森鐵道管理。本站是青森鐵道有站員駐守的車站，並設有檢票處及自動售票機。

#### 月台配置
月台共有3面5線，分別是單式月台1面1線與島式月台2面4線。按月台編號順序，路線所屬分別為八戶線側線（1號月台）、八戶線本線（2號月台）、東北本線上行本線（3號月台）、中本線（無月台）、東北本線下行本線（4號月台）及東北本線下行側線（5號月台）。其中無月台的中本線主要是供貨運列車通過本站。
| 月台 | 路線        | 方向 | 目的地                 |
| ---- | ----------- | ---- | ---------------------- |
| 1、2 | ■JR八戶線   | -    | 本八戶、鮫、久慈方向   |
| 2－5 | ■青森鐵道線 | 下行 | 三澤、野邊地、青森方向 |
| 2－5 | ■青森鐵道線 | 上行 | 三戶、盛岡方向         |

## 歷史
- 1888年（明治21年）4月25日－鐵道局落實盛岡以北的鐵路路線，該線以通過八戶附近地區為主要走線。
- 1891年（明治24年）9月1日－日本鐵道青森線尻內站開業。屬一般車站，兼營客貨運業務。
- 1892年（明治25年）5月－吉田屋獲准在八戶站站房內開設店鋪。
- 1894年（明治27年）1月4日－八之戶線（即現八戶線）本站至八之戶站（即現本八戶站）開業。
- 1906年（明治39年）11月1日－日本鐵道被國有化，本站由日本國有鐵道接手經營。
- 1929年（昭和4年）8月23日－五戶電氣鐵道（後稱五戶鐵道、南部鐵道）尻內站開業。
- 1967年（昭和42年）6月1日－開設綠色窗口。
- 1968年（昭和43年）5月17日－十勝沖地震全面破壞南部鐵道沿線，因而被逼休業。
- 1969年（昭和44年）2月10日－增設八戶運輸長一職（相等於現時由八戶站長兼任的八戶地區站長職位）。
- 1969年（昭和44年）4月1日－南部鐵道被廢除。
- 1970年（昭和45年）8月27日－日本飼料轉運站於本站內開設營業處。
- 1971年（昭和46年）2月10日－本站增設旅客中心設施。
- 1971年（昭和46年）4月1日－本站改稱為八戶站（第二代）。而第一代的八戶站則改稱為本八戶站。
- 1971年（昭和46年）10月1日－日本飼料轉運站暫停經專用線以外的所有貨物運送服務。而專用線的貨物運送服務則由八戶貨物站接管。
- 1973年（昭和48年）2月15日－本站的旅客中心被升格為旅遊中心（與東急觀光合作經營）。
- 1986年（昭和61年）4月1日－日本飼料轉運站在本站的營業處被關閉。
- 1986年（昭和61年）11月1日－暫停所有貨運服務，變為客運車站。
- 1987年（昭和62年）3月31日－重開貨運服務，再次變為一般車站。
- 1987年（昭和62年）4月1日－國鐵分割民營化，本站由JR東日本及JR貨物接手經營。
- 2000年（平成12年）－為準備迎接於2002年開業的東北新幹線八戶延線，本站開始進行站房重建工程。
- 2002年（平成14年）7月1日－新站房啟用。
- 2002年（平成14年）12月1日－東北新幹線八戶延線開業，同時東北本線目時－八戶段按規定被青森鐵道接管。同日啟用西口的巴士站。而站內的JR東日本屬下旅行社－View Plaza開始接受購買海外旅行的產品，並改為全年無休。
- 2006年（平成18年）3月2日－在來線站區引入自動剪票機。
- 2007年（平成19年）4月1日－本站的View Plaza脫離位於本八戶站的View Plaza八戶的管轄，改由八戶站長直轄。
- 2008年（平成20年）2月－為配合同年3月引入流動電話Suica的特急列車票，本站的剪票機均被更換為新型號。
- 2010年（平成20年）9月7日－JR東日本公布東北新幹線全線開業後的列車時間表，所有往新青森的列車將均停本站[2]。
- 2010年（平成20年）10月15日－JR東日本公布冬季加班列車時間表。原本由盛岡開往東京的「疾風」36號臨時延長至自新青森開出，並將通過本站，成為首班通過本站的新幹線列車。
- 2010年（平成22年）12月4日－東北新幹線全線開業。同日東北本線八戶－青森段按規定被青森鐵道接管。

## 相鄰車站
※新幹線的相鄰停車站參見列車記事的時刻表部分。
東日本旅客鐵道
東北、北海道新幹線
二戶－八戶－七戶十和田
■八戶線
八戶－（八戶貨物站）－長苗代
青森鐵道
■青森鐵道線
□快速「下北」
八戶－下田（上行有部分列車通過）－三澤
□快速（青森方面到發）
八戶－陸奧市川（只限上行停車）－下田
■普通
北高岩－八戶－（貨）八戶貨物站－陸奧市川

## 外部連結
- JR東日本八戶站 （页面存档备份，存于）（日語）
- 青森鐵道八戶站 （页面存档备份，存于）（日語）

40°30′34″N 141°25′52″E / 40.50944°N 141.43111°E